# Pick Szeged
SC Pick Segedyn (węg. SC Pick Szeged) – węgierski klub piłki ręcznej mężczyzn z siedzibą w Segedynie, założony 16 grudnia 1961, występujący w najwyższej klasie rozgrywkowej na Węgrzech. Mistrz kraju i zdobywca Pucharu Węgier. Regularny uczestnik europejskich pucharów, w tym Ligi Mistrzów EHF. Tryumfator Pucharu EHF w sezonie 2013/14.
Od 9 grudnia 2021 domowym obiektem drużyny jest Pick Aréna. Wcześniej wszystkie spotkania w roli gospodarza zespół rozgrywał w hali Városi Sportcsarnok w Segedynie, mogącej pomieścić 3200 widzów.

## Nazwa klubu/Sponsor
Od momentu założenia do połowy lat 90. drużyna występowała pod różnymi nazwami, kolejno: Előre Segedyn, Volán Segedyn i Tisza Volán Segedyn. Od 1993 r. sponsorem tytularnym klubu jest – założone w 1869 r. przez Márka Picka – przedsiębiorstwo Pick Szeged Zrt. (Pick Szalámigyár) – producent wyrobów mięsnych, zwłaszcza salami (zimowego salami segedyńskiego pod nazwą „Pick salami”). W latach 2014–2021 drugim sponsorem tytularnym klubu była państwowa spółka przetwórstwa ropy naftowej i gazu ziemnego MOL, a pełna nazwa drużyny brzmiała MOL-Pick Szeged.

## Osiągnięcia

### Krajowe
- Mistrzostwa Węgier:
  - 1. miejsce (5): 1996, 2007, 2018, 2021, 2022
  - 2. miejsce (18): 1985, 1994, 2002, 2003, 2004, 2005, 2006, 2008, 2009, 2010, 2011, 2012, 2013, 2014, 2015, 2016, 2017, 2019
  - 3. miejsce (11): 1979, 1983, 1986, 1990, 1993, 1995, 1997, 1998, 1999, 2000, 2001
- Puchar Węgier:
  - Zwycięzca (7): 1977, 1982, 1983, 1993, 2006, 2008, 2019
  - Finalista (15): 1996, 2000, 2002, 2003, 2004, 2005, 2009, 2010, 2012, 2013, 2014, 2015, 2016, 2017, 2018, 2021

### Międzynarodowe
- Liga Mistrzów EHF:
  - Ćwierćfinalista (5): 1996/97, 2003/04, 2014/15, 2016/17, 2018/19
- Puchar Zdobywców Pucharów EHF:
  - Półfinalista (3): 1982/83, 1983/84, 1993/94
- Puchar EHF:
  - Zwycięzca (1): 2013/14
- Puchar Challenge EHF:
  - Półfinalista (1): 1995/96

## Drużyna w sezonie 2023/2024
| Bramkarze - 12. Emil Kheri Imsgard - 16. Roland Mikler - 19. Martin Nagy Rozgrywający - 7. Luka Stepančić - 9. Richárd Bodó - 10. Miguel Martins - 21. Zoltán Szita - 23. Szymon Działakiewicz - 41. Imanol Garciandia - 44. Dean Bombač - 51. Borut Mačkovšek | Skrzydłowi - 18. Marin Jelinić - 24. Mario Šoštarič - 25. Sebastian Frimmel - 93. Benjámin Szilágyi Obrotowi - 22. Matej Gaber - 27. Bence Bánhidi - 30. Gleb Kalarash - 31. Carlos Molina Cosano |

## Polscy zawodnicy
W latach 2014–2016 zawodnikiem Picku był Piotr Wyszomirski.